# Wadley (Georgia)
Wadley è una città degli Stati Uniti d'America, situata in Georgia, nella Contea di Jefferson.